# Петропавловка (Волгоградская область)
Петропа́вловка — село в Дубовском районе Волгоградской области России. Входит в состав Малоивановского сельского поселения.

## История
Село было основано между 1840 и 1860 годами. Относилось к Царицынскому уезду Саратовской губернии. В  1861 году включено в Александровскую волость, в 1891 году передано в Ивановскую волость. Также было известно как хутор Тетерин, по фамилии бывшего помещика Тетерина.
В 1919 году село в составе Царицынского уезда включено в состав Царицынской губернии.
В 1928 году село включено в состав Дубовского района Нижне-Волжского края, с 1934 года Сталинградского края (с 1936 года - Сталинградской области, с 1962 года - Волгоградской области). По состоянию на 1936 год село являлось центром Петропавловского сельсовета. В 1954 году Петропавловский сельсовет был ликвидирован (присоединён к Малоивановскому сельсовету)
В 1964 году в соответствии Волгоградского областного Совета депутатов в Петропавловку были переселены жители хуторов Лепилкин и Марксист.

## География
Петропавловка расположена в степи на западе Дубовского района в пределах Приволжской возвышенности, относящейся к Восточно-Европейской равнине, у левого берега реки Бердия, на высоте около 70 метров над уровнем моря. Местность имеет значительный уклон по направлению  к водохранилищу. Рельеф местности холмисто-равнинный, местность имеет общий уклон к северу по направлению к реке Бердия. Почвы - каштановые солонцеватые и солончаковые.
По автомобильным дорогам расстояние до областного центра города Волгограда составляет 120 км, до районного центра города Дубовка - 66 км, до административного центра сельского поселения села Малая Ивановка - 12 км.
Часовой пояс
Петропавловка, как и вся Волгоградская область, находится в часовой зоне МСК (московское время). Смещение применяемого времени относительно UTC составляет +3:00.

## Население
Динамика численности населения по годам:
| 1860 | 1882 | 1891 | 1894 | 1895 | 1898 | 1911 | 2002 |
| ---- | ---- | ---- | ---- | ---- | ---- | ---- | ---- |
| 106  | 110  | 130  | 95   | 88   | 95   | 230  | 113  |

| 2010 |
| ---- |
| 84   |

## Инфраструктура
В Петропавловке есть сельский клуб. В Петропавловке одна улица — Большая.
В селе образовано территориальное общественное самоуправление.